# رکسانا دومیتسریو
رکسانا دومیتسریو (انگلیسی: Roxana Dumitrescu؛ زادهٔ ۲۷ ژوئن ۱۹۶۷) ورزشکار شمشیربازی اهل رومانی است.
وی در مسابقات کشوری و بین‌المللی در مجموع برندهٔ ۱ مدال برنز شده‌است.